# Баталов, Сергей Александрович
Сергей Александрович Баталов (род. 13 марта 1961, Быково, Алтайский край) — российский писатель и журналист, собственный корреспондент. Автор фантастических и детективных произведений.

## Биография
Сергей Баталов родился в селе Быково Шипуновского района Алтайского края. В полтора года с родителями переехал в Яново, также в Алтайском крае, а в 1974 году в Колывань. С подросткового возраста занимался спортом, стал чемпионом ЦС ДСО «Урожай» по кроссу, в 1983 году окончил Омский институт физической культуры, после чего пять лет работал школьным учителем. После ухода из школы занимался журналистикой. Три года был сотрудником газеты «Енисейская правда», затем на телевидении и собкором в других изданиях[каких?]. Занимал также должности коммерческого директора, менеджера, главного редактора. После этого пошёл в строительный бизнес, некоторое работал директором строительной компании.
В настоящее время на пенсии; работает учителем физической культуры в средней общеобразовательной школе МБОУ СОШ № 122 города Новосибирска.
Фантастику пишет с 2003 года. Первый роман, «Звёздный рекрут», писался полтора года, а опубликован был только в 2008 году; к этому моменту новосибирское издательство «Мангазея» уже выпустило триллер Баталова «Волчий остров». После «Звёздного рекрута» в Санкт-Петербурге вышли ещё три книги цикла романов Баталова о Галактической академии.  
Сергей Баталов — член Союза писателей России (2010), член Совета по фантастической и приключенческой литературе Союза писателей России. Делегат 16 и 17 Съездов Союза писателей России. Единственный из делегатов 17 Съезда Союза писателей России проголосовавший против утверждения новой редакции Устава СПР и против кандидатуры В.Р. Мединского на пост Председателя правления СПР. Проживает в Новосибирске.

## Произведения

### Звездный рекрут
1. Сергей Баталов. Звездный рекрут. — Ленинградское издательство, 2008. — 384 с. — (Боевая фантастика). — 5050 экз. — ISBN 978-5-9942-0156-5.
2. Сергей Баталов. Разум Богов. — Ленинградское издательство, 2009. — 448 с. — (Боевая фантастика). — 5050 экз. — ISBN 978-5-9942-0283-8.
3. Сергей Баталов. Новобранцы. — Ленинградское издательство, 2009. — 384 с. — (Боевая фантастика). — 5050 экз. — ISBN 978-5-9942-0421-4.
4. Сергей Баталов. Око смерти. — Ленинградское издательство, 2010. — 400 с. — (Боевая фантастика). — 4050 экз. — ISBN 978-5-9942-0513-6.
5. Сергей Баталов. Воины Кромоса. — Altaspera Publishing & Literary Agency, 2014—287 c. — ISBN 9781312563438
6. Сергей Баталов. Катакомбы Кромоса. Altaspera Publishing & Literary Agency, 2014—228 c. ISBN 9781312563568
7. Сергей Баталов. Галактические Иуды. Altaspera Publishing & Literary Agency, 2014—298 c. ISBN 9781312563377
8. Сергей Баталов. Симбиот. — Altaspera Publishing & Literary Agency, 2013. — 311 с. — ISBN 9781304600134.
9. Сергей Баталов. Второгодник. Altaspera Publishing & Literary Agency, 2014—276 c. ISBN 9781312563520
10. Сергей Баталов. Крысиные Короли Годо. Altaspera Publishing & Literary Agency, 2014—288 c. ISBN 9781312563469

### Вне серий
1. Сергей Баталов. Волчий остров. — Мангазея, 2007. — 3000 экз. — ISBN 978-5-8091-0324-4.
2. Сергей Баталов. Волчий остров-2. Домик Лесника.
3. Виктор Точинов, Сергей Баталов. Черная гвардия Эридана.